# Jesús Manuel Carrillo Martínez
Jesús Manuel Carrillo Martínez (Alcantarilla, Región de Murcia, España, 11 de mayo de 1999), más conocido como Jesús Carrillo, es un futbolista español que juega en el Yeclano Deportivo de la Primera Federación.

## Trayectoria
Natural de Alcantarilla, inicio su etapa formativa con doce años en la Nueva Vanguardia de Alcantarilla, y un año después se enroló en el fútbol base del Real Murcia Club de Fútbol hasta que fichó por el Real Madrid Club de Fútbol Juvenil, en donde llegó a disputar el Mundial de Clubes sub-17. Después, el Málaga C. F. lo firmó para su juvenil, hasta que durante la temporada 2017-18 firmó por el Albacete Balompié. Durante la segunda vuelta de la campaña formó parte del Atlético Albacete, compitiendo de Tercera División.
En verano de 2018 firmó por el F. C. Cartagena. Ante la falta de oportunidades tanto con Gustavo Munúa como con Borja Jiménez, se le rescindió el contrato el 16 de enero de 2020 y se marchó a la U. D. Melilla.
El 29 de julio de ese mismo año firmó por el C. D. Castellón por dos temporadas, teniendo así la oportunidad de jugar en Segunda División. Participó en tres partidos en la primera parte del curso, por lo que el 26 de enero de 2021 fue cedido al Real Murcia C. F. hasta el final del mismo.
Abandonó definitivamente el cuadro castellonense en enero de 2022 y recaló en el C. D. Numancia, equipo con el que se comprometió hasta junio del año siguiente.
El 4 de agosto de 2023, firma por el Racing Cartagena Mar Menor Fútbol Club de la Segunda Federación.
El 7 de enero de 2025, tras comenzar la temporada sin equipo, firma por el Yeclano Deportivo de la Primera Federación.

## Selección nacional
Fue internacional con la selección de fútbol sub-17 de España a las órdenes del seleccionador Santi Denia.

## Clubes
| Club                                   | País   | Año       |
| -------------------------------------- | ------ | --------- |
| Atlético Albacete                      | España | 2018      |
| F. C. Cartagena                        | España | 2018-2020 |
| U. D. Melilla                          | España | 2020      |
| C. D. Castellón                        | España | 2020-2022 |
| Real Murcia C. F. (cedido)             | España | 2021      |
| C. D. Numancia                         | España | 2022-2023 |
| Racing Cartagena Mar Menor Fútbol Club | España | 2023-2024 |
| Yeclano Deportivo                      | España | 2025-     |